# .30 Carbine
.30 Carbine — патрон, спеціально створений для американського карабіна M1 Carbine.
Патрон був створений в 1941 році на базі старого американського мисливського боєприпасу .32 WSL (Вінчестер самозарядний). За потужністю він поступається проміжним патронам, однак перевершує пістолетні. За конструкцією є унітарним патроном.

## Історія створення
Гвинтівковий патрон Вінчестер не відповідав вимогам створення нової легкої та швидкозарядної зброї для десантних військ та екіпажів машин. Він був потужним, мав сильний заряд, проте, для карабіна що створювався, такий заряд був надлишковим. Велика потужність, а отже значні маси порохового заряду, гільзи, кулі призводили до значних масово-габаритних характеристик зброї, а завдання ставилося виготовити зброю легку, здатну швидко перезаряджатися.
У 1941 році на замовлення Армії США фірмою «Вінчестер» був розроблений новий патрон .30 Carbine (7,62 × 33 мм), схожий за своєю потужністю і конструкцією на револьверний «магнум» (і згодом він дійсно використовувався в ряді револьверів).
Завдяки своїй високій потужності, цей патрон зрідка навіть вважається перехідним до проміжного, але насправді, хоча його дулова енергія (близько 1200 Дж) дійсно була майже вдвічі вищою ніж у популярних тоді армійських пістолетних патронів, все ж вона залишалася відчутно нижчою ніж у пізніших «справжніх» проміжних боєприпасів, які зазвичай мають у цьому калібрі дулову енергію близько 2000 Дж. Вона не перевершувала показників популярних в США пістолетних і револьверних патронів класу «магнум».
У набоях типу .30 Carbine зменшено загальний діаметр гільзи, куля виконана не гостроконечною, а з округлим переднім кінцем, коротша по загальній довжині. Це дало змогу знизити масові показники і кількість деталей M1 Carbine у порівнянні, скажімо, з пістолетом-кулеметом Томпсона.
Його коротка куля з круглим носком мала досить посередню балістику, швидко втрачаючи швидкість, що також не дозволяє безпосередньо порівнювати його з проміжними патронами, які споряджаються гостроносими кулями, розрахованими на ведення вогню на порівняно великі дистанції. Важко дати однозначне визначення класу цього патрона. Найбільш коректне позначення, яке було дано йому при прийнятті на озброєння — «карабінний» (Carbine), за тим єдиним на той час зразком зброї, в якій він використовувався, і для якої був спроектований.

## Інші назви
- .30 Short,
- .30 Court,
- .30 Garand,
- .30-М1,
- US Carbine .30.